# Aeranthes grandiflora
Aeranthes grandiflora es una orquídea epífita originaria de  Madagascar.

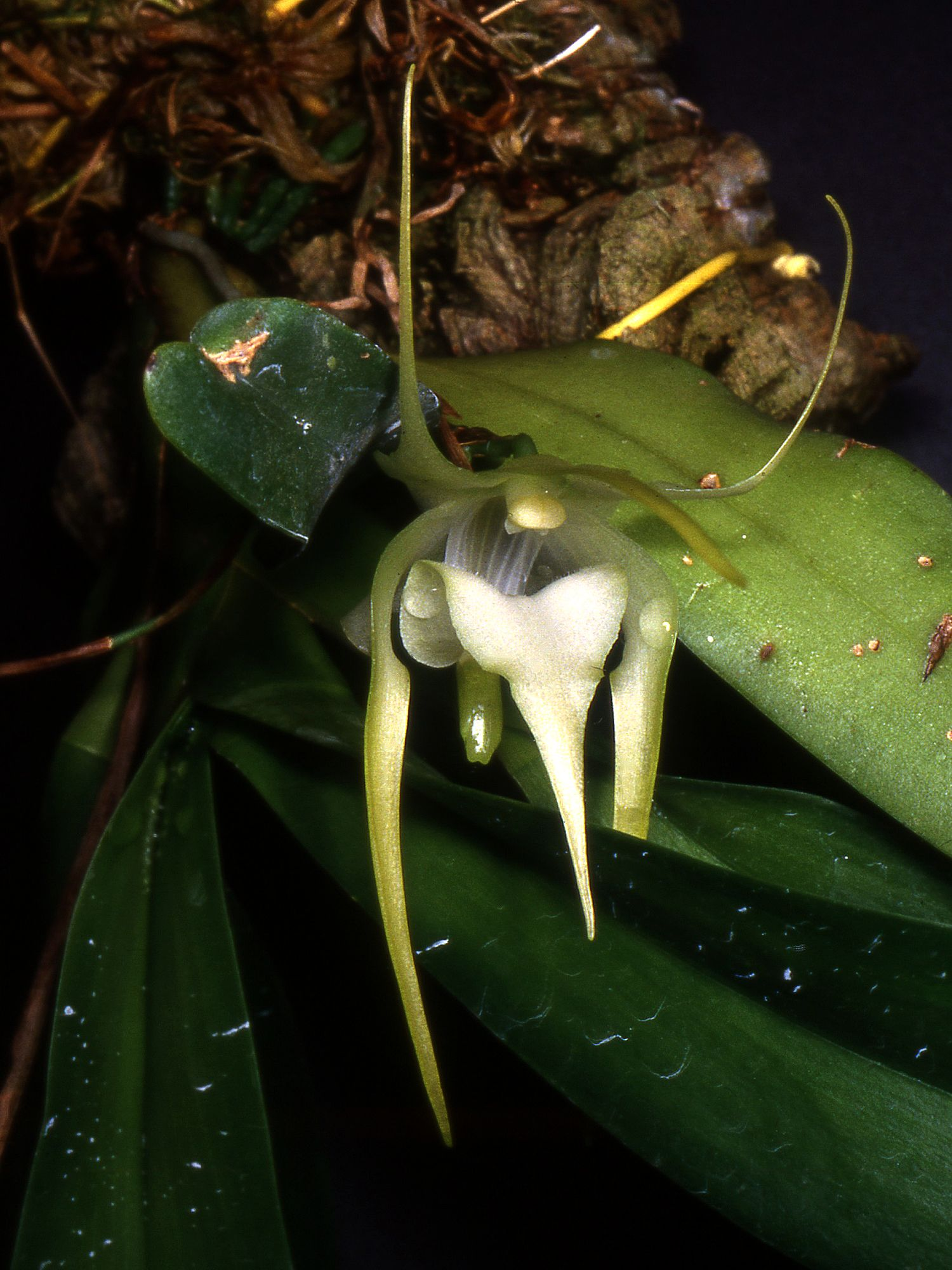
Vista de la planta

## Distribución
Se encuentra  en las islas Madagascar en alturas de hasta 1200 metros en las selvas tropicales húmedas de la costa.

## Descripción
Es una planta de tamaño pequeño o mediano que prefiere clima cálido a fresco, es epífita con un tallo muy corto  que tiene 5 a 7 hojas estrechamente oblongas, coriáceas, con el ápice bi-lobulado de manera desigual,  hojas anchas y flores extrañas que florecen a través de una inflorescencia axilar de 10 a 120 cm de largo, colgante, con espigas y vainas que abarcan el pedúnculo y con 1 a 2 grandes y fragantes flores de larga duración en el ápice que alcanzan los 20 cm de diámetro. La floración se produce en los fines de la primavera hasta el verano.

## Cultivo
Las plantas son cultivadas mejor en cestas colgantes en lugares que con sombra y temperaturas cálidas. Las plantas deben ser cultivadas en medios que estén bien drenados, como fibras de helechos, piezas de corteza de abeto o musgo arborescente.  Se le debe proporcionar agua regularmente durante todo el año.

## Taxonomía
Aeranthes grandiflora fue descrita por John Lindley y publicado en Botanical Register; consisting of coloured . . . 10: t. 817. 1824.
Etimología
Aeranthes (abreviado Aerth.): nombre genérico que deriva del griego: "aer" = "aire" y "anthos" = "flor" que significa 'Flor en el aire', porque parece que flotara en el aire.
grandiflora: epíteto latino que significa "con grandes flores".
Sinonimia
- Aeranthes brachycentron Regel 1891
- Angraecum grandiflorum hort. 1895 [1][4][5]